# Прапор Всевеликого війська Донського
Прапор Всевеликого Війська Донського являє собою прямокутне полотнище з рівновеликими горизонтальними смугами: верхня смуга — синього кольору, середня — жовтого кольору і нижня — червоного кольору. Співвідношення ширини прапора до його довжини 1:1,6.

## Історія
4 травня 1918 року на засіданні «Кола порятунку Дону» були прийняті Основні закони Всевеликого Війська Донського. У законах обумовлювалася і символіка Дону:
|  | ст.48. Три народності здавна живуть на донський землі і складають корінних громадян Донської області — донські козаки, калмики і російські селяни. Національними кольорами їх були: у донських козаків — синій, волошковий, у калмиків — жовтий і у росіян — червоний. Донський прапор складається з трьох поздовжніх смуг рівної ширини: синьої, жовтої та червоної. ст.49. Відновлюється старовинна печатка і герб Донського війська, що зображує пронизаного стрілою оленя |

.
Донський козачий прапор вперше був піднятий над Новочеркаському в травні 1918 р. До цього у донських козаків були лише військові прапори, подаровані російськими царями. Прапор 1918 був символом незалежної держави — Всевеликого Війська Донського. Всього два роки проіснувало воно, давши козакам триколор. Якщо прапор Російської держави (під яким воювали білогвардійці) символізував єдність трьох слов'янських народів: російського, білоруського, українського, то прапор Дона символізує єдність, що проживають в краї, козаків, калмиків і росіян. Синій — козацтво. Жовтий — калмики, теж включені в козачий стан. І червоний колір — всі іногородні (українці, росіяни, німці, вірмени)...

## Сучасність
У листопаді 1990 року в Ростові-на-Дону відбувся з'їзд козаків Дону. За підсумками було вирішено утворити Союз козаків області Війська Донського. На з'їзді були відновлені традиційні символи Війська Донського: донський прапор встановленого зразка, також і донський герб і гімн козацтва.
Прапор Всевеликого Війська Донського ліг в основу прапора Ростовської області.